# Modisimus vittatus
Modisimus vittatus är en spindelart som beskrevs av Elizabeth Bangs Bryant 1948.
Modisimus vittatus ingår i släktet Modisimus och familjen dallerspindlar. Inga underarter finns listade i Catalogue of Life.